# Дадиани, Бежан Георгиевич
Бежа́н Дадиа́ни (ум. 1728) — владетельный князь (мтавари) Мегрелии (c 1715).

## Происхождение
Сын Георгия Липартиани из рода Чиковани, фактического правителя Мегрелии (Георгий IV) и княжны Севдии, дочери князя Отии Микеладзе.

## Биография
Первоначально получил от отца провинцию Лечхуми, затем в 1715 году отнял у отца престол и стал владетельным князем Мегрелии. Как и его отец, Бежан поддерживал различных кандидатов на имеретинский престол, воевал с царем Александром V, попав к нему в плен, и вынужден был уступить ему земли Сачилао-Самикелао. Однако после этого вновь продолжил войну с царем, привлекая на помощь абхазские отряды и опять с ним мирился.

## Семья
Был женат на княжне Тамаре Геловани, в этом браке родились:
- Отия (? — 1757), владетельный князь Мегрелии (1728—1757)
- Дадиани Бери, князь
- Дадиани, Кация (Георгий), князь, отец Дареджан Дадиани, супруги царя Грузии Ираклия II
- Дадиани, Мариам, княжна. Была женой царя Имеретии Александра V
- Дадиани Манучар, князь
- Габриел, архиепископ Чкондидский
- Григорий, архиепископ Чкондидский
- Дадиани Дареджан, княжна. Была замужем за царем Имеретии Мамукой.
- Дадиани Хварамзе, княжна
- Дадиани N, княжна. Была замужем за князем Леваном Микадзе.